# Amphimallon evorense
Amphimallon evorense är en skalbaggsart som beskrevs av Edmund Reitter 1913. Amphimallon evorense ingår i släktet Amphimallon och familjen Melolonthidae. Inga underarter finns listade i Catalogue of Life.